# 日本占領時期のシンガポール

昭南島
Syonan Island（英語）
Pulau Syonan（マレー語）
சோனான் தீவு（タミル語）

国歌: 
君が代

シンガポールの位置

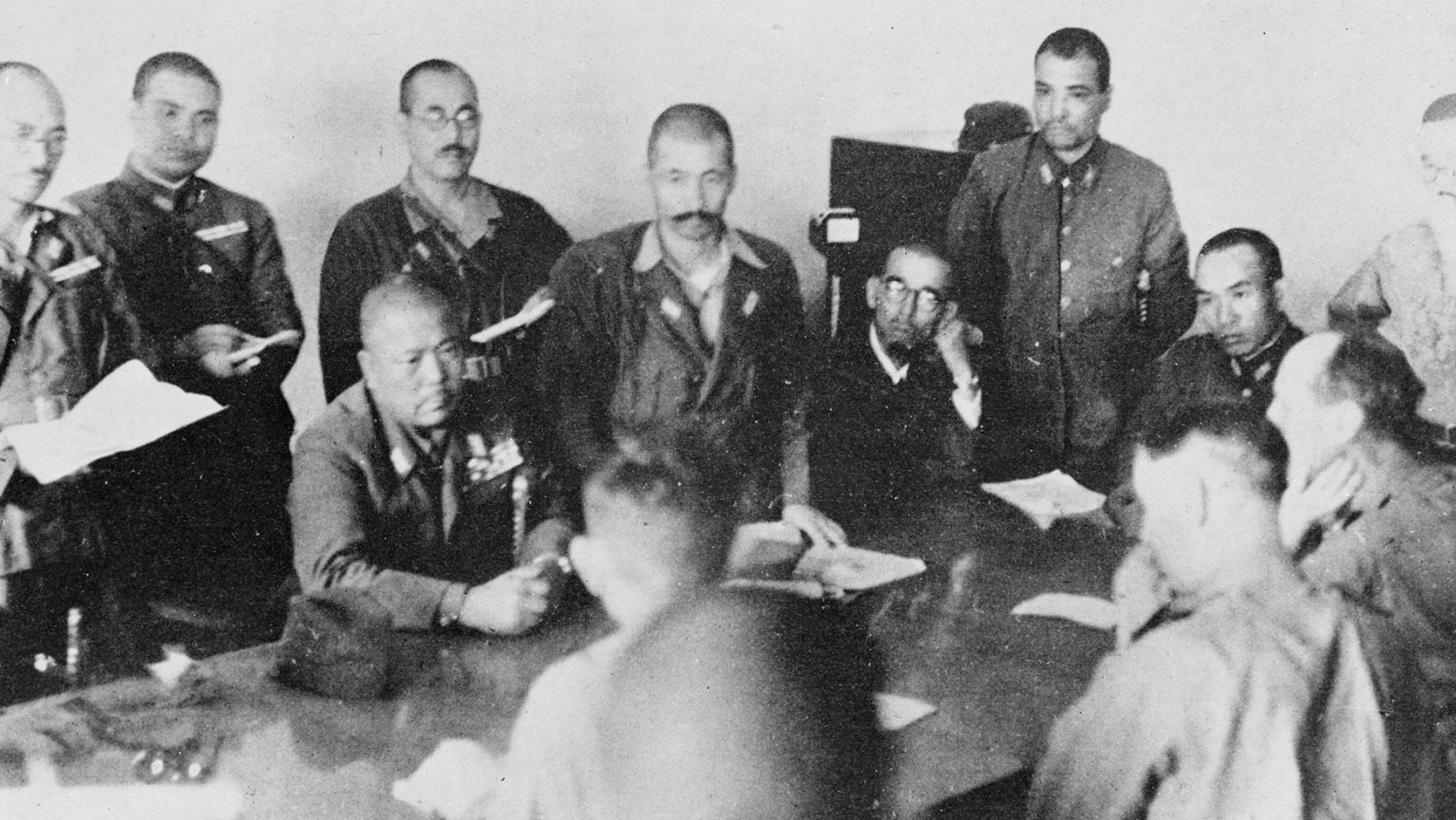
イギリス軍の降伏
山下奉文（左から3番目）が
パーシヴァル（カメラに背を向け右から2番目）に面会している様子

日本占領時期のシンガポール（にほんせんりょうじきのシンガポール）では、第二次世界大戦中のシンガポールの戦い（1942年2月15日）後のイギリス軍の降伏から、1945年9月12日の駐留日本軍の降伏までの期間における大日本帝国によるシンガポールの占領期の統治について述べる。この期間、シンガポールは日本によって「昭南島（しょうなんとう）」と呼称された。

## 占領までの経緯
第二次世界大戦（大東亜戦争/太平洋戦争）勃発後、日本軍はイギリス領マラヤ全域を2ヶ月で攻め落とし（マレー作戦）、続いて東南アジアにおける連合国軍（アメリカ、イギリス、オランダ、オーストラリア）の結節点であったシンガポールへ侵攻を開始した。難攻不落と謳われ大英帝国の一大拠点であったシンガポールを日本軍は10日足らずで攻略。約8万人のイギリス軍将兵や英領インド軍兵・オーストラリア軍将兵が日本軍の捕虜となり、シンガポールは大日本帝国の占領下に置かれた。
この事を当時のイギリス首相であったウィンストン・チャーチルは自書で「英国軍の歴史上最悪の惨事であり、最大の降伏」と評した。

## 統治下のシンガポール

日本軍占領下のシンガポール要塞全図

### 基地
日本軍はイギリス連邦軍が廃棄したセレター軍港や航空基地などを再整備し、その後陸海軍が使用した。またインド洋における通商破壊戦に従事するドイツ海軍とイタリア海軍との共同作戦を行うための基地も設けられ、遣独潜水艦作戦や柳船（封鎖突破船）の拠点もしくは中継地となったほか、イタリア海軍は昭南に潜水艦基地を設けるために工作船と海防艦を送り込んだ。

### 抗日華僑の摘発「粛清」
日本軍は占領後の1942年2月から3月末にかけて抗日華僑の摘発を行った。これは、華僑の反日意識が強烈でこの華僑により組織された抗日華僑連合会(ダル・フォース)が、マレー戦、シンガポール戦において英軍にみられない戦意を示し、シンガポール陥落直前に解体されたものの、大量の武器弾薬を与えられてその後も市内やマレー半島においてゲリラ活動に従事し、日本軍入城前後に市内で略奪、暴行を働いたためだった。
日本軍は、イポー進撃の際に同地で発見した「抗日華僑名簿」及び、探偵局、警察署の記録、救出した邦人の進言などを基に「反抗華僑容疑者名簿」を作成して、主に抗日団体の指導者、抗日義勇軍人、共産党員などの抗日華僑の摘発を行ったが、短期間ということもあり調査は粗雑で関係の無い者も摘発された。こうして多数の華僑が処刑されたが、この事件によって華僑はますます抗日態度を固め、市内、マレー半島における抗日ゲリラ活動はその後も継続された。

### 経済

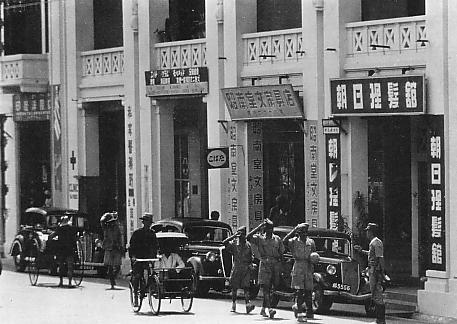
日本軍占領下のシンガポール市内

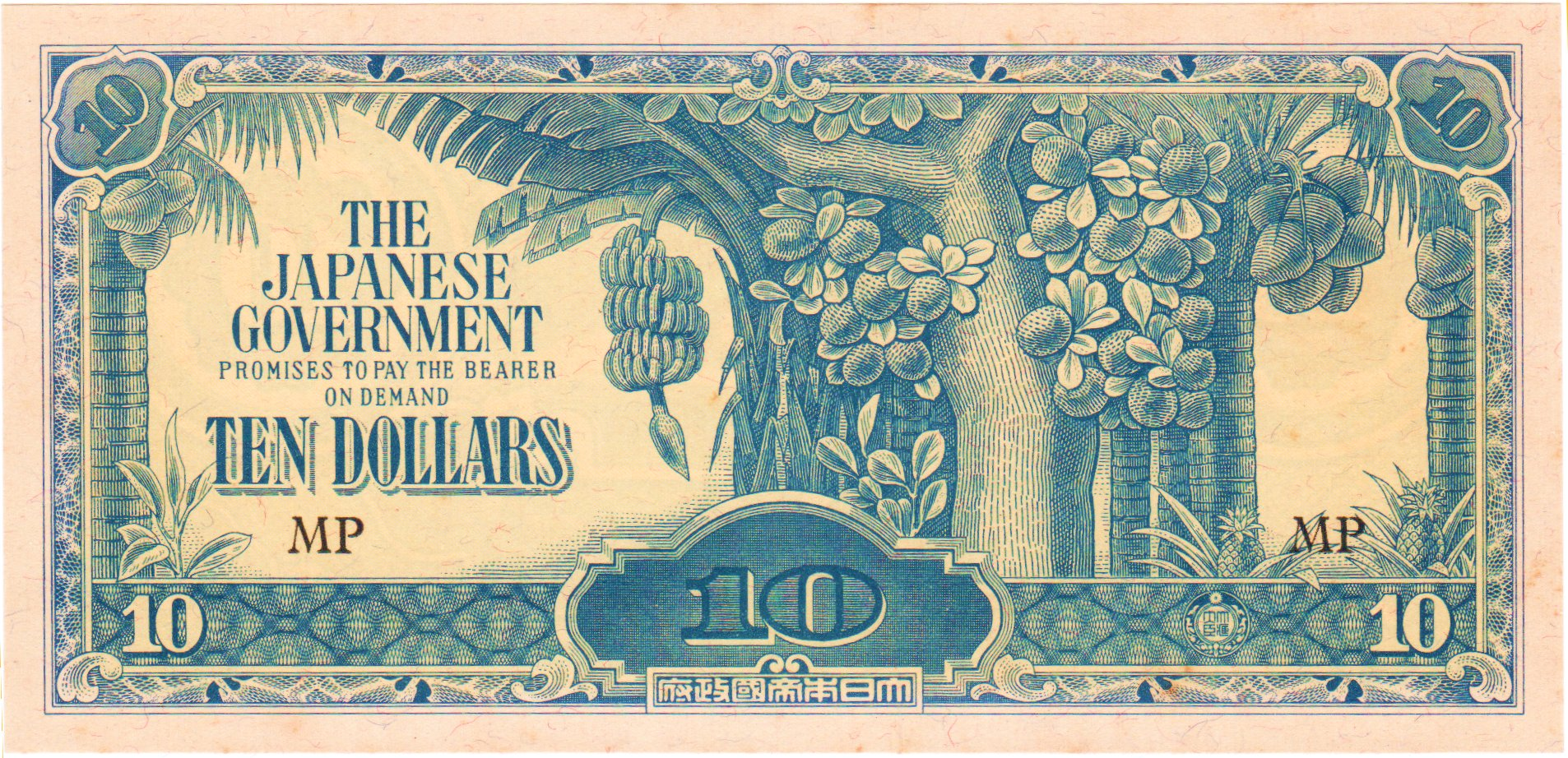
戦時中に発行されたバナナマネー

イギリス統治時代にシンガポールの主な食糧及び資源供給地であったオーストラリアとインド方面からの供給が不可能になった上に、日本海軍が周辺の制海権を手にしたものの、イギリス海軍やオーストラリア海軍、アメリカ海軍などの潜水艦による通商破壊戦が行われたことや、シンガポールに進出していた欧米企業の生活必需品や各種工業製品の工場の稼働が止まったこともあり、経済が混乱し生活必需品の値段がうなぎ登りになるハイパーインフレーションに陥った。
例として、米の値段は100カティ（約60kg）につき5ドルほどであったが、のちには5,000ドルにもなった。日本軍は食券制度を導入して人々の食物入手量に制限をかけた。1ヵ月に一度、大人は4.8キログラム、子供は2.4キログラムの米を購入できたが、戦争が継続するにつれ大人の米の量は25パーセント削減された。
陥落前のイギリス当局、日本当局ともに、住民に対してわずかでも土地を持っていれば農耕による自給自足を推奨した。この農耕推奨は戦時中のイギリスで実施されたヴィクトリーガーデンと似たものである。食品の品質は急激に落ち、サツマイモやヤムイモは米より安く、庭の畑でもよく育ったため、これらが米に代わって食卓に並んだ。ヤムイモやサツマイモからは様々な料理・デザートが作られ、1日3食全てを担った。これらイモ類の栄養分は飢餓の減少に一役を買い、単調さを和らげるためにタピオカをその他の作物と組み合わせて食する新たな方法がいくつも発明された。
またドル札が不足したため、日本政庁は新たに昭南で流通するドル札（俗称「バナナマネー」）を発行し、計画経済を実行して資源の需要と供給を制限した。これにより闇市が流行する。「バナナマネー」の効果は薄く、増刷する時期が不適当であったことや、闇市ではドル札が主流であったことから極度のインフレーションと通貨価値の暴落を引き起こした。
1942年2月15日に「ラッフルズ・ホテル」は日本軍に接収され、陸軍将校の宿泊施設となった。ホテル名は「昭南旅館」に変更させられ、メイドの制服も和服になったほか、各種サービスが和風に改められた。

### 教育
日本軍は、日本語で現地住民を教育するために昭南日本学園を設立した。Faye Yuan Kleemanは、自著『Under an Imperial Sun: Japanese Colonial Literature of Taiwan and the South』の中で「この学校は南アジアで最も成功した」と綴っている。また、日本軍は「昭南第一日本人学校」を設立した（現・シンガポール日本人学校）。

## 連合軍の反撃

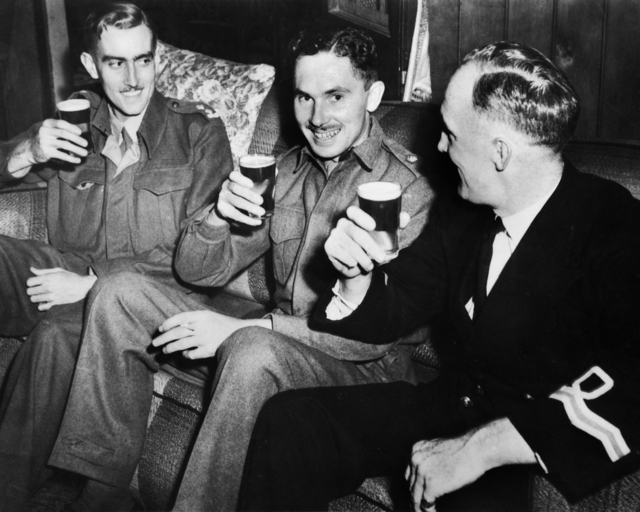
昭南港爆破事件における作戦成功を祝うイバン・ライアン（中央）とその他Z特殊部隊のメンバー達

日本軍政下となった昭南は、連合軍による数多の作戦の標的となり、1943年9月26日にはイバン・ライアン率いる奇襲部隊・Z特殊部隊がシンガポール湾に侵攻し、7隻の日本の船舶を撃沈し、その総重量は39,000トンに及んだ（ジェイウィック作戦）。ライアンは他の作戦も指揮しており、リマウ作戦では足掛け1年にわたって3隻の日本船を撃沈した。しかし、彼はのちに13人の仲間と共に捕えられて殺害され、その他の作戦に参加した10人は日本軍の秘密裁判に掛けられ処刑された。
またイギリス軍は、マレー半島全域に至る地域の諜報網を敷いて、日本軍が持つ連合軍の情報を探るために、136部隊という秘密組織をカルカッタに組織した。しかしながら白人コーカソイドがマラヤの民衆に混じって作戦を遂行することは難しいので、潜入部隊のリーダーとして、当時重慶にいたマラヤ系中国人の林謀盛（リム・ボー・セン）がリクルートされた。林は同様に中国大陸にいたマラヤ系中国人から人員を募り、陳崇智らの同志を得た。彼らは皆、国民党の政治組織の一員であり、無線通信技術や情報収集の訓練を受けていた。潜入部隊はイギリス領のセイロンから、日本軍のオランダ領東インド攻撃から逃げることができたオランダの潜水艦に乗り、1943年5月23日にペラ沿岸のパンコール島に上陸した。この潜入部隊は「グスタフス」というコードネームで呼ばれた。彼らはその後、ペラを中心に活動し、サボタージュにより経済活動を停滞させ、反日感情を巻き起こすといった作戦を実行に移した。また、共産主義系のマラヤ人民反日軍との接触も果たした。グスタフスは1944年3月まで、表向きはまっとうな商売を営んでいるように見せかけて、実際は諜報を行う地下組織を確立していた。
しかし、組織の一員が日本の潜水艦をうっかり友軍と誤認したことから計画が露見した。仲間の裏切りだったという説もある。林謀盛と陳崇智を含む組織のメンバーは逮捕され、イポー近くのバトゥ・ガジャ刑務所へ連行された。戦後、陳崇智が語ったところによれば、林謀盛は憲兵隊に協力するよう強いられたが拒絶したという。そして、食事に配られたサツマイモを逮捕されている仲間に与えるよう見張り番に頼み、絶食した。赤痢に罹患したが治療を拒み、6月29日に死亡したという。陳崇智が1995年に公刊した回顧録に依拠する文献では、林謀盛、陳崇智らは赤痢に罹患すると、林謀盛が死亡するまで適切な治療や食事が与えられなかったとしている。136部隊は戦後解体された。解体前の最後の任務は、かつての盟友だったマラヤ人民反日軍の武装解除であった。
1945年8月には、イギリス海軍から2隻のX艇が「ストラグル作戦」に参加した（セレター港の日本海軍基地への攻撃、日本の巡洋艦の「高雄」と「妙高」をリムペットマインを用いて破壊することを目的としていた）。だが「巡洋艦高雄」の損害は幅3m、長さ8mの亀裂が生じ、下部電信室に浸水と、損害は軽微だった。
この功績を称えてイアン・エドワード・フレイザーにはヴィクトリア十字章が授与された。1944年11月から1945年5月にかけてはイギリスとアメリカの連合軍が小規模な空爆を行った。

## 占領の終焉

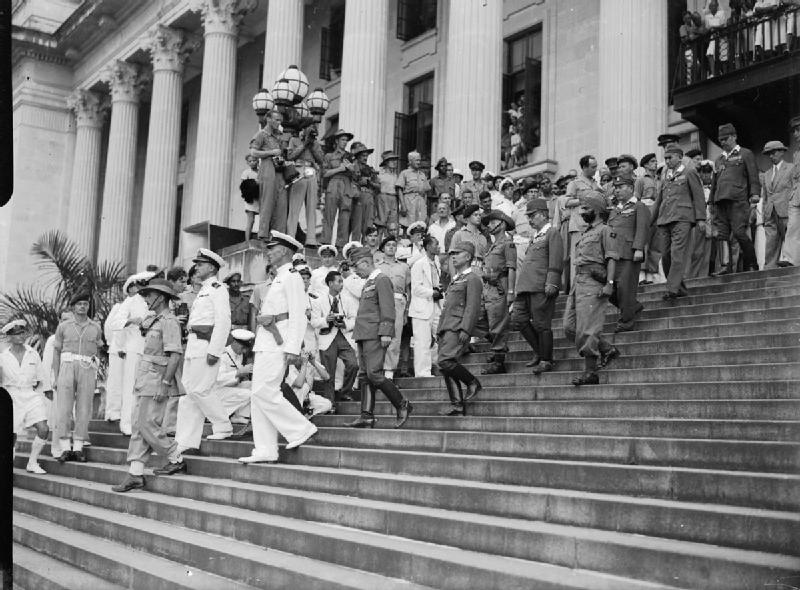
1945年9月12日、降伏式を終えて市庁舎を後にする日本代表団

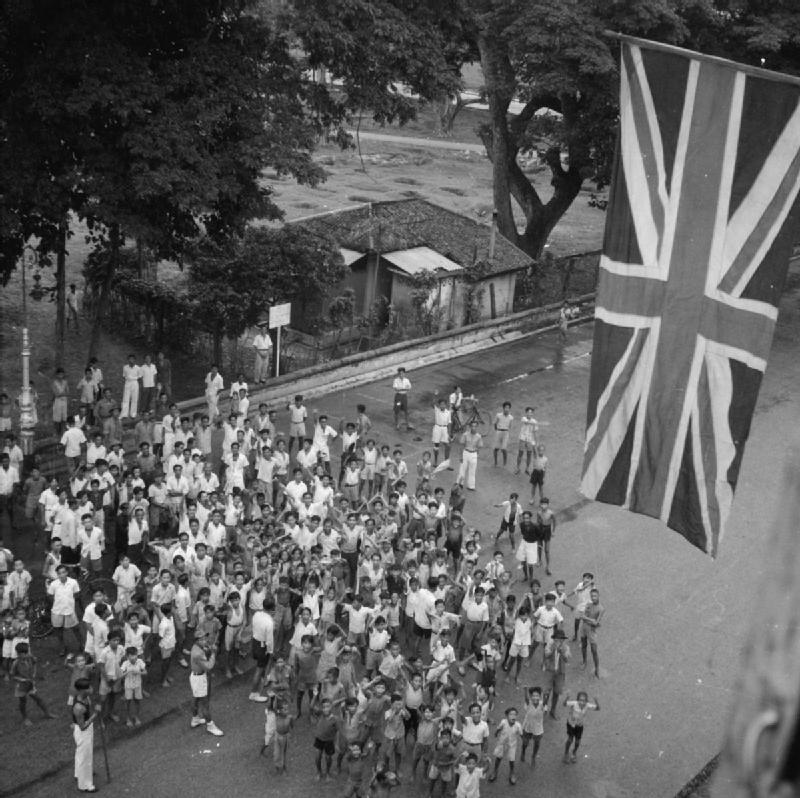
1945年9月5日、英軍の帰還を歓迎するシンガポール市民

1945年8月15日に日本は連合国軍に対して降伏し、昭南の日本軍も9月12日に市役所（シティホール）にて降伏文書に調印しここに日本軍による南方統治は終焉を迎えた。これを受けて、日本軍統治下の「昭南」という呼称から「シンガポール」に呼称が戻り、パダンでは戦勝記念のパレードが行われた。
イギリス王族で東南方の総指揮官のルイス・マウントバッテンがシンガポールを訪れ、寺内寿一に代わって板垣征四郎から正式に降伏申請を受理した。
しかし、イギリス本土が戦争によって大きな被害を受け、インドでは独立運動が活発化したことからシンガポールに正規軍や警察を送る余裕が無かったために、日英間の協定により1946年3月頃までは降伏した日本兵を治安維持部隊として駐留させることになった。
英軍は、双十節事件（連合国民間人収容所関係）、泰緬鉄道捕虜虐待、華僑粛清関係を三大軍事裁判として取扱い、現地関係者はもとより日本からも証人・容疑者・弁護人を呼び寄せて1946年1月から軍事法廷が始まった。最初の被告は、対日協力者の大物とみられたユーラシアン協会の会長バグラー博士で、天長節に日本側の指示のまま天皇への忠誠を誓う献辞を朗読させられたことが、大英帝国臣民でありながらそのような献辞を読んだとして反逆罪に問われたという。結局、バグラーの裁判は問題があると英側にも感じられたのか、終身延期とされ、釈放される措置がとられた。

## 戦後

### 戦後のシンガポール
戦後もイギリスによる植民地支配は継続することとなり、長年の念願であった独立への道は再び閉ざされてしまうこととなった。しかし、長年の植民地支配に対する地元住民の反感は強く、その後も独立運動が続くことになった。第二次世界大戦によって大きなダメージを受けたイギリスには、本国から遠く離れた植民地の独立運動を抑え込む余力はもう残っておらず、 1957年にはマラヤ連邦が独立。その後の1959年6月にシンガポールはイギリスの自治領となり、1963年にマラヤ連邦、ボルネオ島のサバ・サラワク両州とともに、マレーシア連邦を結成する。しかし、マレー人優遇政策を採ろうとするマレーシア中央政府と、イギリス植民地時代に流入した華人が人口の大半を占め、マレー人と華人の平等政策を進めようとするシンガポールとの間で軋轢が激化。1964年7月21日にはマレー系住民への優遇政策を求めるマレー系のデモ隊と中国系住民が衝突したシンガポール暴動が発生。さらに、1963年の選挙において、マレーシア政府与党の統一マレー国民組織（UMNO）とシンガポールの人民行動党（PAP）の間で、相互の地盤を奪い合う選挙戦が展開されていたことにより、関係が悪化。マレーシア政府は両者の融和は不可能と判断し、1965年8月9日にマレーシア連邦から分離される形で都市国家・シンガポール共和国として独立した。

### 占領統治の記憶
日本軍占領の記憶と教訓を後世に伝えるため、シンガポール政府はいくつかの記念碑を建立した。その一部は虐殺の跡地に建立されている。
民間人戦没者慰霊碑
シンガポール華僑商工会議所の主導で運営されている民間人戦争記念館は、ビーチロードの戦争記念公園に位置している。4本の白いコンクリート柱からなる高さ61メートルのこの記念碑は、あらゆる人種の民間人の死者を追悼するものである。1960年代初頭の都市再開発ブームで、シンガポール各地から数千の遺骨が発見されたことを受けて建てられた。日本占領開始25周年となる1967年に、シンガポール初代首相リー・クアンユーによって除幕された。1966年10月に日本政府が支払った「血の負債」補償金5000万シンガポールドルの一部で建設された。 除幕式でリーは次のように述べている。
「私たちは、歴史の火種となった不幸な犠牲者である男女を思い出すために集まりました。もし今日、私たちが過去の教訓を思い出し、私たちの未来をより確かなものにするための決意と決断を強めるならば、私たちが追悼するこれらの男女は決して無駄死にではなかったでしょう」
毎年2月15日には、記念館で追悼式（一般公開）が行われる。
粛清センター記念碑
この碑のある場所は、チャイナタウンのホンリム・コンプレックス内にある。記念碑の碑文にはこうある。
「この場所は、日本憲兵隊が「反日」中国人を選別するための臨時登録センターの一つであった。
シンガポール降伏の3日後の1942年2月18日、憲兵隊は「粛清」と名付けた作戦で「反日分子」の粛清を1ヶ月にわたって行った。18歳から50歳までのすべての華僑男性、そして場合によっては女性や子供も、憲兵隊による尋問と身分証明のために、これらの臨時登録センターに出頭するよう命じられた。
この審査に合格した者は、顔や腕や服に「審査済み」のスタンプを押されて釈放された。そうでない者は、シンガポールの辺境に連れて行かれ、反日活動をした罪で処刑された。何万人もの人々が命を落としたと推定される。
虐殺を生き延びた人々にとって、粛清は日本占領下での最悪の思い出の一つとなっている。」
チャンギビーチ大虐殺記念碑
この碑のある場所は、シンガポール東部のチャンギビーチ公園である。記念碑の碑文はこうである。
「1942年2月20日、このチャンギビーチの水際で日本軍の補助憲兵の発砲により66名の男性市民が殺害された。彼らは、1942年2月18日から3月4日にかけて、シンガポールの中国系住民の中から反日市民と疑われる者を粛清する日本軍の粛清作戦で命を落とした数万人の中の一人だった。数百メートル南にあるタナメラベサールビーチ（現在はシンガポール・チャンギ空港の滑走路の一部）は、最も頻繁に使われた殺害場所の一つで、千人を超える中国人と若者が命を落とした。」

### 占領統治への評価
シンガポールにおける日本の占領統治に対する評価は総じて「シンガポールの暗黒時代」と評される。リー・シェンロン首相は戦争記念館の開館に合わせたコメントで以下のように述べている。
『1942年2月15日、75年前の今日、ブキティマにある旧フォード工場で、イギリス軍は日本軍にシンガポールを引き渡しました。それから、日本統治下で、シンガポールは昭南「南の光」と名前が代わり、恐怖と苦難と苦痛の3年半が訪れたのです。（中略）日本統治での恐怖と凶暴さ、我々の祖先の苦痛と勇気を、記録しています。シンガポールが自由だけでなく名前も失うとは何を意味するのかを、記録は物語っている。こんなことを二度と起こさないようにせねばなりません」
リー・クアンユー回顧録では、占領直後、日本軍は軍利用の倉庫に盗みに入った賊をとらえ、華僑に限らずその全員を殺害し、その首を通りに晒すという事件を起こしている（生首事件）。この事件は現地はもとより中立国人を通して世界的に広まり国際的な悪評がたったものの、一方で、そのために窃盗が消え、「家に鍵を掛けなくとも安心して寝られる」という治安改善をもたらした。このことはリー・クアン・ユーに強い印象を与え、シンガポール独立後の法における極刑･即決主義といった治安重視・厳罰主義に強い影響を与えていると記載されている。
シンガポールでは、イギリスが日本に降伏した2月15日は「総国防日（トータル・ディフェンス・デー、Total defense day）として国防への意識啓発の記念日としている。